# صلاح فلاح
صلاح فلاح (عربی: صلاح فلاح) بازیکن فوتبال اهل لبنان بود.
وی همچنین در تیم ملی فوتبال لبنان بازی کرده‌است.